# إلينور سميل
إلينور سميل (إلينور ماري كوتري عند الولادة؛ 30 يوليو، 1939) هي واحدة من القادة الرئيسيين في الحركة النسوية الأمريكيّة الحديثة. ترأست إلينور سميل وشاركت في عام 1987 في تأسيس مؤسَسة الأغلبية النسويّة، وخدمت كرئيسة للمُنظمة الوطنية للمرأة لنحو ثلاث دورات، بالإضافة إلى عملها كناشطة، وعضوة مجموعة ضغط، ومحللة سياسيّة.
ظهرت سميل بشكل متكرر على شاشات التلفاز، وقدمت عروضًا تضمنت النيران المتقاطعة، وصباح الخير أمريكا، ومشهد اليوم. ظهرت أيضًا في إذاعة الراديو، وشهدت أمام الكونجرس في العديد من المناسبات. نظمت العديد من الفعاليات، وألقت كثير من الخطابات حول مفاهيم الحركة النسويّة، والمساواة، وحقوق الإنسان حول العالم، ذلك لأنها ترتبط بالإنسان خارج وداخل الولايات المُتحدة الأمريكيّة.

## تعليمها وحياتها المُبكرة
وُلدت في الثلاثين من يوليو –تموز– عام (1939)، لبيتر أنتوني ويوسيفين أجرستي في أشتابولا بأوهايو، ويرجع نسبها لأصل إيطالي. هاجر والدها إلى الولايات المُتحدة من كالابريا بإيطاليا، وأصبح بائع لخدمات التأمين. تخرجت من مدرسة سترونج فينست الثانوية عام (1957)، لتلتحق بجامعة ديوك.هذا الوقت لم تكُن فيه جامعة ديوك مُدمجة، وكانت 25% فقط هي نسبة المقاعد المُخصصة للفتيات.
شاركت سميل في الكفاح لتحقيق التكامل بالجامعة، وتخرجت في عام (1961). حصلت أيضًا على درجة الماجستير في الإدراة العامة، والعلوم السياسية من جامعة فلوريدا. عَملت سميل كناشرة في مجلة «مس» منذ عام (2001)، والتي تملكها وتوزعها مؤسسة الأغلبية النسويّة.

## حياتها الشخصيّة
قابلت سميل أثناء دراستها بجامعة ديوك طالب الهندسة تشارليز سميل، والذي تزوجته في السابع والعشرين من إبريل –أيار– عام (1963). حصلت إلينور وشارليز على طفلين معًا، وعاشا في منطقة بيتسبورغ في بنيسلفانيا.
تزايد اهتمام سميل بالمساواة بين الجنسين، ووعيها بالمشاكل النسويّة بقوة خلال أواخر ستينات القرن الماضي. واجهت أيضًا صعوبة في توفير الرعاية اليومية لطفلها، بينما كانت تعاني من إصابة في الظهر، وحينها أدركت أنه لا يوجد تأمين ضد العجز للزوجات والأمهات. كانت هذه المُشكلة هي التي دفعت سميل للمزيد لبذل المزيد من الجهد لتحقيق المساواة بين الجنسين. في عام (1968)، بدأت سميل دورة لنحو أربع سنوات في عصبة الناخبات المحليّة، وبعد عامين، انضمت مع زوجها إلى المنظمة الوطنية للنساء NOW.

## النشاط السياسي
التحقت سميل بالمنظمة الوطنية للنساء عام (1970)، وخدمت بها كرئيس من عام (1977) حتى عام (1982)، وتولت ذات المنصب مرة أخرى من عام (1985) حتى عام (1987). خلال هذا الوقت، وبالتحديد عام (1986)، قادت سميل أول مسيرة مؤيدة لحق الإجهاض، والتي شارك فيها أكثر من 100,000 ناشط في واشنطن.
رأت سميل ضرورة لوجود منظمة نسويّة جديدة بعد مغادرتها للمنظمة الوطنية للنساء عام (1987)، لتضم البحث، والنشاط التربوي، والعمل السياسي. أعدت مجلتي نيوزويك وجال أب بول تقريرًا كشف أنَّ 56% من النساء في الولايات المتحدة يطالبن بالمساواة بين الجنسين. وافقت سميل بين رؤيتها لمنظمة نسوية جديدة وبين مهمة تمكين الرجال والنساء الذين يدعمون العدالة بالمساعدة في قيام مؤسسة الأغلبية النسويّة عام (1987).
تَحمل العديد من الإجراءات التشريعيّة بصمة سميل، بما في ذلك قانون الدخول الحر للعيادات الذي وقع عليه الرئيس الأمريكي بيل كلينتون عام (1994)، والمحاولة الفاشلة لهزيمة مقترح رقم 209 في كاليفرونيا، وقانون التمييز بسبب الحمل، وقانون فرص الائتمان المتعادل، وقانون استعادة الحقوق المدنية، وقانون العنف ضد المرأة، وقانون حرية الوصول إلى العيادات، وقانون الحقوق المدنية لعام (1991)، والعديد من المحاولات التشريعية الفاشلة الأخرى في سبعينيات وثمانينات القرن الماضي التي كافحت للتصديق على تعديل المساواة في الحقوق لكنها فشلت في ذلك الوقت.

## رئاسة المنظمة الوطنية للنساء NOW

### دورة الرئاسة الأولى (1977-1979)
انتخبت كأول رئيس للمنظمة الوطنية للنساء عام (1977)، تبعتها الرئيسة كارين دي كرو. في المُجمل، فازت سميل برئاسة المنظمة لثلاث دورات.
انتُخبت سميل في الوقت الذي سمح فيه مندوبو المؤتمر بشن حملة للتصديق على قرار تعديل قانون المساواة في الحقوق. عند سماعها بقرب التصديق على القانون، سارعت سميل إلى عضوة مجلس النواب الأمريكي إليزابيس هولزتمان لتقديم الاقتراح إلى الكونجرس. لعبت سميل دورًا هامًا في الوقت الذي زادت فيه الرغبة لتحقيق المساواة في الحقوق بتنظيم مسيرة عام (1978) لتحقيق هذه الرغبة. شارك في المسيرة أكثر من 100,000 ناشط، ونتيجة لهذا، صوت الكونجريس على تمديد قانون المساواة في الحقوق حتى الثلاثين من يونيو –حزيران- عام (1982)

### دورة الرئاسة الثانية (1979-1982)
أعيد انتخابها عام (1979) لرئاسة المنظمة الوطنيّة للنساء، لتنتلق في دورتها الثانية كرئيسة للمنظمة. ركّزت سميل مجهودها هذه المرة على توفير أمانًا اجتماعيًا مناسبًا أكثر للمرأة، والوقوف ضد الإجراءات المُقيدة لتمويل الإجهاض للعسكريين والتابعين لهم، وحقوق المثليين. سمحت سميل للمنظمين من المؤسسة الوطنية للنساء بالمساعدة فس قيام مسيرة (1979) الوطنية للدفاع عن حقوق المثليين.
اختير رونالد ريجان رئيسًا للولايات المُتحدة الأمريكية في الفترة التي كانت تتولى فيها سميل رئاسة المنظمة الوطنية للنساء في دورتها الثانية. في وقت قريب من تنصيب الرئيس الجديد، أطلقت سميل والمنظمة الوطنية للنساء حملة قومية لوقف قانون ريجان المناهض للإجهاض. كانت سميل أيضًا أول شخص يُطلق مصطلح «الفجوة بين الجنسين» عندما كشف تحليل من المنظمة الوطنية للنساء مدى الاختلاف بين أصوات النساء وأصوات الرجال، وكم كانت أصوات النساء نادرة مقارنة بأصوات الرجال. ومع ذلك، بزلت المنظمة الوطنية للنساء جهودًا جبارة أثناء رئاسة سميل لها لإقرار قانوان المساواة بين الجنسين في الحقوق، وفي نهاية دورة سميل الثانية عام (1982)، مر تعديل قانون المساواة في الحقوق بثلاث مراحل متعثرة ولذلك لم يتم تمريره.
استمرت دورة رئاسة سميل لأكثر من سنتين بخلاف الفترة الاعتيادية بسبب جهودها والتي أنتجت قانون المساواة في الحقوق بين الجنسين، دعمت سميل المنظمة بانضمام أكثر من 220,000 عضو، وميزانية نحو 13 مليون دولار سنويّا.  وبينما كانت تركز سميل بشكل كامل على قانون المساواة في الحقوق بين الجنسين، شعر بعض الأعضاء في المنظمة بتضاؤل تركيزها على مواضيع مهمة مثل حقوق الإجهاض والأقليات، والتي أصبحت جزءً من الثانويات بالنسبة لسميل.

### دورة الرئاسة الثالثة (1985-1987)
كان ترشح سميل لرئاسة المنظمة أمرًا شديد الصعوبة في المرة الثالثة أمام الرئيسة السابقة جودي جولدسميث. دعمتها سميل في دورتها الأولى لرئاسة المنظمة، لكن تحدّتها من جديد في الدورة التالية. صرّحت سميل عَبر مكالمة تليفونية أنها لا تختلف مع جودي على المفاهيم الفلسفيّة الأساسية حول المساواة في الحقوق، لكنهما يختلفان في الواقع السياسي على كيفية الحصول على تلك الحقوق بشكل كامل. ما أثار هذا الاختلاف أن معظم الحملة لم تركز على القضايا التي دعمها المرشحون أنفسهم، ولكن ركزت على طريقتهم التكتيكية في كيفية مواجة تلك القضايا.
واحد من أكبر الأسباب الرئيسية التي جعلت سميل تقرر خوض انتخابات الدورة الثالثة كرئيسة للمنظمة، لم يكن فقط دعم أعضاء المنظمة الوطنية للنساء، بل أيضًا بسبب رغبتها الحثيثة في انتشار صوت المنظمة، ونشاطها العام في مختلف القضايا. كانت تشمل هذه القضايا الحق في الانجاب، ودورالمرأة في الكنيسة، وسياسة الفاتيكان من الإنجاب. كما أنها لاحظت أن جودي جولدسميث ليس لديها القدرة الكافية للحفاظ على نشاط المنظمة، بالإضافة لانخفاض عضويتها، حيثُ أرادت سميل أن تفعل شيئًا حيال ذلك.
في يوليو –تموز- عام (1985)، فازت سميل بنحو 139 صوتًا على منافستها جولدسميث. قالت سميل عند انتخابها للمرة الثالثة والأخيرة أنها ستستكمل جهود جولدسميث بالعمل على الحقوق الإنجابية، بالإضافة إلى وضع الخطة الرابعة لمواصلة مسيرة المطالبة بالحقوق الإنجابية للعام التالي. حدثت هذه المسيرة عام (1986)، وشارك بها أكثر من 150,000 ناشط من واشنطن ولوس أنجلوس لدعم الحقوق الإنجابية للمرأة. أسست سميل أيضًا عام (1987) مؤسسة الأغلبية النسوية.

## تقديرها
- أُنتجت ووُزعت مجموعة بطاقات سوبرسيسترز التجارية عام (1979)، وكانت واحدة من تلك البطاقات تحمل اسم وصورة سميل.[8]
- اختارتها مجلة التايم عام (1979)، كواحدة من بين 50 شخصية مؤثرة  في مُستقبل الولايات المُتحدة.
- اختارتها ورلد ألماناك عام (1983)، كواحدة من أكثر الشخصيات تأثيرًا في الولايات المتحدة الأمريكية.
- القت سميل خطاب بدء حفلة التخرج أثناء تخرج طلاب جامعة روتجرز عام (2010)، ومُنحت درجة الدكتوراة الفخرية في علوم الآداب الإنسانيّة.[9]
- دخلت سميل كعضو في قاعدة مشاهير المرأة الوطنية عام (2015).[10]
- اختارتها روبرت ورلد نيوز بالولايات المتحدة الأمريكية كرابع جماعة ضغط في واشنطن.

## الكتابة
في عام (1980)، أنشأت مُصطلح «الفجوة بين الجنسين» في إشارة إلى الاختلاف بين كيفية تصويت النساء والرجال في الأحزاب السياسيّة. اعتيد استخدام هذا المصطلح بذلك المعنى في الكتابة منذُ هذا الوقت. وضّح كتابها «كيف ولماذا ستختار النساء الرئيس الأمريكي المُقبل» عام (1984) الفجوة السياسية بين الجنسين.
شاركت بفقرة «فن بناء المؤسسات النسويّة لتستمر للأبد» عام (2003)، في المُختارات الأدبية للنساء من أجل الألفية الجديدة، التي حررها روبين مورجان.